# Consigliere
Consigliere (flertal consiglieri) er en stilling (position) i bandestrukturen i den sicilianske, calabriske og amerikanske mafia. Ordet blev populariseret i Mario Puzos roman The Godfather (1969) og filmatiseringen af romanen. I romanen er en consigliere en rådgiver til "familiens" (bandens) overhoved, i amerikansk mafia kaldet "boss" og "Don" i den italienske mafia. Consiglieren repræsenterer tillige bossen ved vigtige forhandlinger og under møder i og udenfor familien.
Familiens boss, "underboss" og consigliere udgør de tre ledende positioner og udgør familiens "administration".

## Etymologi
Consigliere betyder på italiensk "rådgiver" og er en sædvanlig titel for medlemmer af byråd i Italien og i de italiensktalende dele af Schweiz. Oprdet stammer fra latinske consiliarius (rådgiver) og consilium (råd).